# Bubble (film)
Bubble è un film del 2005 diretto da Steven Soderbergh.
Presentato alla 62ª Mostra internazionale d'arte cinematografica di Venezia il 3 settembre 2005; negli Stati Uniti è uscito contemporaneamente nelle sale, su tv via cavo e satellitari, su internet e in DVD nel gennaio 2006. 

## Trama
In una cittadina vicino al fiume Ohio, Martha, una donna matura, lavora in una fabbrica di bambole e accudisce suo padre anziano; la mattina preleva Kyle con la sua auto e insieme vanno a lavorare. Kyle è un ragazzo intorno ai vent'anni affetto da fobia sociale, che convive con la madre teledipendente. Martha, che non ha altri amici e altri interessi oltre al suo lavoro, si è affezionata a lui e fa di tutto per farlo uscire dal suo disagio, ma il ragazzo non sembra ricambiare il suo affetto.
Questa situazione prende una svolta quando in fabbrica arriva una nuova operaia, Rose, una giovane ragazza madre dal comportamento ambiguo, da cui Kyle sembra attratto. Martha accompagna la ragazza al suo secondo lavoro, quello di domestica al servizio di un uomo facoltoso, ma rimane sconcertata quando scopre che Rose oltre ad approfittare della vasca a idromassaggio del cliente, porta via anche un suo orologio e si giustifica dicendo che è un regalo. Martha esprime a Kyle le proprie perplessità e rimane turbata quando capisce che tra i due sta nascendo una relazione. 
Malgrado ciò, Martha continua ad aiutare la collega e una sera accetta di fare da baby sitter per il suo bambino, per poi scoprire che proprio Kyle viene a prenderla per uscire insieme. I due vanno a casa di lui e Rose, di nascosto da Kyle, si appropria dei suoi risparmi messi da parte e nascosti in camera da letto. Al rientro, Rose trova a casa sua Jake, il suo ex compagno furioso che l'accusa di avergli rubato soldi e marijuana e fra i due, in presenza di Martha, si svolge una pesante discussione. 
La mattina dopo, le urla del bambino richiamano i vicini e la polizia scopre il cadavere di Rose morta per strangolamento, senza segni di effrazione alla porta. Jake e Kyle vengono interrogati, mentre Martha va a impegnare alcuni gioielli, dicendo di averli ricevuti in eredità, e a comprare un completo da pesca; dopo una seduta dall'estetista, va da Kyle e gli regala il completo da pesca. Kyle le racconta dell'accaduto ma lei finge di non saperne nulla anche quando, interrogata dalla polizia, nega ogni addebito nonostante ci sia una sua impronta digitale sul collo di Rose. 
Martha viene arrestata e condotta in prigione e quando Kyle va a farle visita, continua a giurare di non essere colpevole. Intanto, la madre di Kyle prende in fabbrica il posto di Rose e Kyle torna alla sua monotona routine.

## Produzione
Il film doveva far parte di un progetto di sei film da girare lontano da Hollywood, con attori non professionisti reclutati sul posto, per sperimentare un linguaggio alternativo in termini di forma, contenuti e metodo di lavoro. Agli attori non venne consegnato un copione con battute da recitare, ma solo un trattamento, scritto da Coleman Hough, su cui avrebbero dovuto improvvisare dei dialoghi.
Nello scegliere i luoghi in cui doveva svolgersi la vicenda, Soderbergh visitò diverse fabbriche ma la sua attenzione finì su una fabbrica di bambole, un ambiente definito surreale e bizzarro, anche perché quasi tutte le altre fabbriche erano state spostate in Cina.  
Bubble fu girato in video ad alta definizione in 18 giorni di riprese e distribuito nelle sale lo stesso giorno in cui veniva mandato in onda da alcune reti televisive, mentre il DVD fu pubblicato dopo pochi giorni.

## Premi e riconoscimenti
- Nomination agli Independent Spirit Awards 2007 come Miglior Regista